# Coppa Europa dei 10000 metri 2022
La Coppa Europa dei 10000 metri 2022 (2022 European 10000m Cup) si è svolta il 28 maggio a Pacé, in Francia.

## Medagliati

### Uomini
| Specialità     | Oro                                               | Prestazione | Argento                                             | Prestazione | Bronzo                                         | Prestazione |
| 10 000 m       | Jimmy Gressier                                    | 27'24"51    | Carlos Mayo                                         | 27'53"12    | Aras Kaya                                      | 27'58"08    |
| Gara a squadre | Francia Jim Gressier Yann Schrub Florian Carvalho | 1h23'30"11  | Spagna Carlos Mayo Roberto Aláiz Juan Antonio Pérez | 1h24'05"79  | Germania Filimon Abraham Nils Voigt Simon Boch | 1h24'47"49  |

### Donne
| Specialità     | Oro                                                  | Prestazione | Argento                                      | Prestazione | Bronzo                                                 | Prestazione |
| 10 000 m       | Yasemin Can                                          | 31'20"18    | Alina Reh                                    | 31'39"86    | Katharina Steinruck                                    | 32'03"88    |
| Gara a squadre | Germania Alina Reh Katharina Steinruck Eva Dieterich | 1h36'09"44  | Turchia Yasemin Can Yayla Günen Fatma Karasu | 1h37'14"68  | Gran Bretagna Hannah Irwin Lauren Heyes Abbie Donnelly | 1h37'54"89  |

## Medagliere
| Posizione | Paese         | Oro | Argento | Bronzo | Totale |
| --------- | ------------- | --- | ------- | ------ | ------ |
| 1         | Francia       | 2   | 0       | 0      | 2      |
| 2         | Germania      | 1   | 1       | 2      | 4      |
| 3         | Turchia       | 1   | 1       | 1      | 3      |
| 4         | Spagna        | 0   | 2       | 0      | 2      |
| 5         | Gran Bretagna | 0   | 0       | 1      | 1      |
| Totale    | Totale        | 4   | 4       | 4      | 12     |